# Омельмон
Омельмо́н (фр. Omelmont) — коммуна во французском департаменте Мёрт и Мозель, региона Лотарингия. Относится к  кантону Везелиз.

## География
Омельмон расположен в 22 км к югу от Нанси. Соседние коммуны: Удревиль на севере, Клере-сюр-Бренон на северо-востоке, Везелиз на юго-востоке, Аммевиль на западе.

## Демография
Население коммуны на 2010 год составляло 167 человек.
| 1962 | 1968 | 1975 | 1982 | 1990 | 1999 | 2010 |
| ---- | ---- | ---- | ---- | ---- | ---- | ---- |
| 141  | 139  | 129  | 145  | 183  | 168  | 167  |